# A magyar labdarúgó-válogatott mérkőzései 1936-ban
A magyar labdarúgó-válogatottnak 1936-ban kilenc mérkőzése volt, ebből két Európa-kupa, a többi hét barátságos. Öt győzelem, egy döntetlen és három vereség volt a mérleg.
Szövetségi kapitány:
- Dietz Károly dr.

## Eredmények
| 191. mérkőzés 1936. március 15. | Magyarország                      | 3 – 2             | Németország        | MTK-pálya, Budapest Nézőszám: 33 000 Játékvezető: Augustin Krist (TCH) |
| 191. mérkőzés 1936. március 15. | Titkos 14' Cseh II 63' Sárosi 83' | (1 – 1) Részletek | Urban 29' Lenz 57' | MTK-pálya, Budapest Nézőszám: 33 000 Játékvezető: Augustin Krist (TCH) |

| 192. mérkőzés 1936. április 5. | Ausztria                  | 3 – 5             | Magyarország                       | Hohe Warte Stadion, Bécs Nézőszám: 46 000 Játékvezető: Lucien Leclercq (FRA) |
| 192. mérkőzés 1936. április 5. | Zischek 18' Bican 46' 88' | (1 – 3) Részletek | Cseh II 17' 24' Kállai 35' 72' 87' | Hohe Warte Stadion, Bécs Nézőszám: 46 000 Játékvezető: Lucien Leclercq (FRA) |

| 193. mérkőzés 1936. május 3. | Magyarország                     | 3 – 3             | Írország                 | MTK-pálya, Budapest Nézőszám: 15 000 Játékvezető: Julius Brüll dr. (TCH) |
| 193. mérkőzés 1936. május 3. | Sárosi 6' 47' (11-esből) Sas 73' | (1 – 2) Részletek | Dunne 11' 68' Madden 20' | MTK-pálya, Budapest Nézőszám: 15 000 Játékvezető: Julius Brüll dr. (TCH) |

| 194. mérkőzés 1936. május 31. | Magyarország | 1 – 2             | Olaszország             | MTK-pálya, Budapest Nézőszám: 32 000 Játékvezető: Adolf Miesz dr. (AUT) |
| 194. mérkőzés 1936. május 31. | Turay 70'    | (0 – 1) Részletek | Pasinati 31' Meazza 77' | MTK-pálya, Budapest Nézőszám: 32 000 Játékvezető: Adolf Miesz dr. (AUT) |

| 195. mérkőzés 1936. szeptember 27. Európa-kupa | Magyarország                             | 5 – 3             | Ausztria                   | FTC-pálya, Budapest Nézőszám: 32 000 Játékvezető: Lucien Leclercq (FRA) |
| 195. mérkőzés 1936. szeptember 27. Európa-kupa | Toldi 15' 30' 64' Cseh II 41' Titkos 73' | (3 – 2) Részletek | Binder 2' Sindelar 28' 65' | FTC-pálya, Budapest Nézőszám: 32 000 Játékvezető: Lucien Leclercq (FRA) |

| 196. mérkőzés 1936. október 4. | Románia    | 1 – 2             | Magyarország        | Bukarest Nézőszám: 35 000 Játékvezető: John Langenus (BEL) |
| 196. mérkőzés 1936. október 4. | Bindea 22' | (1 – 0) Részletek | Lázár 65' Toldi 83' | Bukarest Nézőszám: 35 000 Játékvezető: John Langenus (BEL) |

| 197. mérkőzés 1936. október 18. Európa-kupa | Csehszlovákia                            | 5 – 2             | Magyarország        | Sparta-pálya, Prága Nézőszám: 20 000 Játékvezető: Walter Lewington (ENG) |
| 197. mérkőzés 1936. október 18. Európa-kupa | Kloc 27' 30' 82' Boucek 79' Kopeczky 87' | (2 – 2) Részletek | Titkos 7' Toldi 33' | Sparta-pálya, Prága Nézőszám: 20 000 Játékvezető: Walter Lewington (ENG) |

| 198. mérkőzés 1936. december 2. | Anglia                                             | 6 – 2             | Magyarország           | London Nézőszám: 36 000 Játékvezető: Lucien Leclercq (FRA) |
| 198. mérkőzés 1936. december 2. | Brook 25' Drake 34' 39' 66' Britton 53' Carter 89' | (3 – 1) Részletek | Cseh II 26' Vincze 50' | London Nézőszám: 36 000 Játékvezető: Lucien Leclercq (FRA) |

| 199. mérkőzés 1936. december 6. | Írország                        | 2 – 3             | Magyarország                     | Dublin Nézőszám: 30 000 Játékvezető: Harold Nattrass (ENG) |
| 199. mérkőzés 1936. december 6. | Fallon 21' Davis 72' (11-esből) | (1 – 2) Részletek | Titkos 37' Cseh II 38' Toldi 48' | Dublin Nézőszám: 30 000 Játékvezető: Harold Nattrass (ENG) |

## Külső hivatkozások
- A magyar válogatott összes mérkőzése (magyarul)
- A magyar válogatott a soccerbase-en (angolul)
- A magyar válogatott mérkőzései (1936)